# Eigleraceae
Eigleraceae is een botanische naam voor een familie van korstmossen behorend tot de orde Acarosporales. 

## Geslachten
De familie bestaat uit de volgende geslachten:
- Eiglera (2)

Tussen haakjes staat het aantal soorten binnen dit geslacht.